# KFUM Linköping
KFUM Linköping är en del av KFUK-KFUM Sverige. Föreningen verkar i Linköping och driver verksamhet inom en mängd idrotter och aktiviteter. Föreningen är Östergötlands största innebandyförening med över 500 medlemmar i 30 lag. Vidare finns i klubbens regi basket, capoeira, frisbee, amerikansk fotboll (KFUM Linköping Raiders), golf med mera.
Föreningen driver en gård på garnisonsområdet i Linköping med två idrottshallar, en squashhall, ett gym och en fritidsgård. Vidare driver föreningen även en kursgård vid sjön Stora Rängen söder om Linköping.